# Oberwil im Simmental
Oberwil im Simmental ist eine politische Gemeinde im Verwaltungskreis Frutigen-Niedersimmental des Kantons Bern in der Schweiz.
Neben der Einwohnergemeinde existiert auch eine evangelisch-reformierte Kirchgemeinde.

## Geographie
Oberwil im Simmental liegt im Berner Oberland in den Alpen an der Simme. Die Gemeinde besteht aus den Bäuerten Oberwil, Hintereggen, Pfaffenried, Bunschen und Waldried.
Die Nachbargemeinden von Norden beginnend im Uhrzeigersinn sind Rüschegg, Därstetten, Diemtigen, Boltigen, Plaffeien und Guggisberg.

## Politik
Gemeindepräsident der Einwohnergemeinde ist Michael Blatti (SVP, Stand 2024).
Bei den Nationalratswahlen 2023 betrugen die Wähleranteile in Oberwil im Simmental (in Klammern die Veränderung im Vergleich zu den Wahlen 2019 in Prozentpunkten): SVP 54,34 % (−7,91), EDU 23,44 % (+10,04), Mitte 6,47 % (+2,20), SP 5,66 % (−0,43), FDP 2,57 % (−0,86), glp 2,52 % (−0,55), Grüne 2,14 % (−0,63), EVP 1,32 % (+0,30), SD 0,04 % (+0,02).

## Verkehr
Die Gemeinde liegt an der Simmentalstrasse und ist mit den beiden an der Bahnlinie von Spiez nach Zweisimmen liegenden BLS-Haltestellen Oberwil im Simmental und Enge im Simmental an den öffentlichen Verkehr angeschlossen.

## Abwasser
Zur Reinigung des Abwassers wurde die Gemeinde an die ARA Thunersee in der Uetendorfer Allmend angeschlossen.

## Persönlichkeiten
- Richard Bäumlin (1927–2022), Rechtswissenschaftler und Nationalrat (SP)[7][8][9]
- Peter Bergmann  (* 1937), Maler und Lithograph, Illustrator von Jugendbüchern im Zytglogge Verlag
- Nils Fiechter (* 1996), Politiker (SVP)
- Andreas Gafner (* 1971), Nationalrat (EDU)
- David Roschi (* 1947), Schwingerkönig (La Chaux-de-Fonds 1972)[10]
- Peter Siegenthaler (* 1940), Ingenieur Agronom und alt Regierungsrat (SVP)[11][12]